# Filmation's Ghostbusters
Den här artikeln handlar om en animerad TV-serie producerad av Filmation, för den animerade TV-serien baserad på långfilmen Ghostbusters - Spökligan, se The Real Ghostbusters.
Filmation's Ghostbusters är en amerikansk animerad TV-serie producerad av Filmation och ursprungligen visad i syndikering 17 september-14 december 1986. Serien handlar om två män och en gorilla som förgör spöken, huvudpersonern består av Jake Kong Jr. och Eddie Spencer Jr. som ärver efter sina pappors jobb som spökjägare, i arvet får de högkvarteret och Tracy the Gorilla. I slutet av varje avsnitt avslutade Skelevision (ibland tillsammans med Belfrey) med förklararingar om en viss lärdom som har hänt i avsnittet. Filmation's Ghostbusters ska inte förväxlas med The Real Ghostbusters som är baserad på långfilmen Ghostbusters - Spökligan. Serien kallades ursprungligen Ghostbusters men när den släpptes på VHS döptes den om till Filmation's Ghostbusters för att undvika förväxling.

## The Real Ghostbusters-kontroversen
Serien är även känd som The Original Ghost Busters eftersom Columbia Pictures släppte filmen Ghostbusters - Spökligan 1984, och ignorerade det faktum att Filmation redan producerat en TV-serie med samma namn 1975. Filmation stämde Columbia Pictures 1985, och som en del i en uppgörelse utanför domstol så fick den tecknade serien baserad på Columbia Pictures egendom inte kallas Ghostbusters.
Columbia gick vidare och döpte sin serie till "The Real Ghostbusters" för att direkt skilja den från Filmations serie.
Detta fick Filmation att skapa den tecknade serien baserad på sin tidigare icke tecknade TV-serie.
Medan The Real Ghostbusters hade sin catchphrase, "Who You Gonna Call? Ghostbusters!", använde serien sin egen catchphrase: "Let's Go! Ghost Busters!"

## Rollfigurer

### Hjältar (i urval)
- Jake Kong Jr. - Son till Jake Kong från The Ghost Busters, Jake är också ledare i Ghostbusters precis som sin far och ansvarig för att komma på idéer att lösa problem. Hans näsa känner av spöken i närheten. Jake är också av svensk ursprung efter sin farfar.
- Eddie Spencer Jr. - Son till Eddie Spencer från The Ghost Busters, är också skrämd av spöken och brukar fumla om saker.
- Tracy - Samma gorilla som medverkar i The Ghost Busters.
- Futura - En kvinna från framtiden med lila hudfärg.
- Jessica Wray - En TV-reporter.
- Belfrey - En fladdermus.
- Ghost Buggy (även kallad GB) - En talande bil.
- Ansa-Phone - En talande spök-telefon.
- Skelevision - En talande spök-tv.

### Skurkar (i urval)
- Prime Evil - Seriens huvudskurk, en magiker.
- Fangster - En varulv.
- Scared Stiff - Ett spöke med robotliknade skelett.
- Haunter - Ser ut som en safarijägare.
- Brat-a-Rat- Ser ut som en flygande råtta.
- Sir Trance-a-Lot - En riddare. Hans namn är en anspelning på Sir Lancelot.
- Long John Scarechrome - En pirat. Hans namn är en anspelning på Long John Silver.

## Vapen och utrustning (i urval)
- The Dematerializer - En av spökjägarnas huvudvapen, skjuter spöken som sen sprängs.
- Ghost Gummer - Skjuter rosafärgat ämne som fastnar på spöken.
- Spectre Snare - En apparat söker efter spöken.

## Avsnitt
1. I'll be A Son of a ghostbuster (del 1)
2. Frights of the Roundtable (del 2)
3. No Pharoah Att All (del 3)
4. The Secrets Of Mastadon Valley (del 4)
5. The Ones Who Saved The Future (del 5)
6. Witch's Stew
7. Mummy Dearest
8. Wacky Wax Museum
9. Statue of Liberty
10. The Ransom Of Eddie Spencer
11. Eddie Takes Charge
12. Tracy, Come Back
13. A Friend In Need
14. No Mo' Snow
15. Prime Evil's Good Deed
16. The Haunting Of Gizmo
17. The Headless Horseman Caper
18. Banish That Banshee
19. Rollerghoster
20. He Went Brataway
21. The Looking Glass Warrior
22. Laser And Future Rock
23. Runaway Choo-Choo
24. Dynamite Dinosaurs
25. Ghostbunglers
26. My Present To The Future
27. The Beastly Buggy
28. Belfry Leads The Way
29. The Battle For Ghost Command
30. Going Ape
31. Cyman's Revenge
32. Ghostnappers
33. Inside Out
34. The Sleeping Dragon
35. The Phantom Of The Big Apple
36. Shades Of Dracula
37. Outlaw In-Laws
38. Our Buddy Fuddy
39. Train To Doom-De-Doom-Doom
40. The Princess And The Troll
41. Second Chance
42. The Great Ghost Gorilla
43. Doggone Werewolf
44. That's No Alien
45. Scareplane
46. The Ghost Of Don Quixote
47. The White Whale
48. Whither Why
49. Knight Of Terror
50. The Girl Who Cried Vampire
51. Little Big Rat
52. Really Roughing It
53. The Bad Old Days
54. The Curse Of The Diamond Of Gloom
55. The Bind That Ties
56. Like Father Like Son
57. The Fourth Ghostbuster
58. Country Goblin
59. Cold Winter's Night
60. Father Knows Beast
61. Back To The Past
62. Pretend Friends
63. The Haunted Painting
64. Maze Caves
65. The Way You Are

## DVD
Samtliga avsnitt släpptes på DVD av BCI Eclipse i två volymer i USA den 27 februari respektive 3 juli 2007 med bonusmaterial. BCI Eclipse släppte även The Ghost Busters på DVD.

## Filmation's Ghostbusters i Sverige
I Sverige kunde man endast se fyra avsnitt av serien på köpvideo med svenskt tal, de släpptes samtidigt som The Real Ghostbusters visades på TV3. Dessa avsnitt dubbades av Media Dubb (3 avsnitt) och Mediahuset (1 avsnitt). Vapnet the dematerializer översattes till "spöksprängaren" på svenska. Videokassetterna distribuerades av Trefa Film AB.

## Övrigt
- Filmation var känd att återanvända material av scener för att hålla ner kostnaderna. Filmation's Ghostbusters var inget undantag, med bland annat omfattande sekvens där de får sin utrustning och Ghost Buggy, i avsnittet med Dracula, använde Filmation samma karaktär-design av Drac från Muntra monster, och även använt hans klumpiga förvandling till fladdermus.

### Fotnoter
1. ↑  David Perlmutter, ”Ghostbusters (1986)”, The Encyclopedia of American Animated Television Shows, Rowman & Littlefield, 15 maj 2018.[källa från Wikidata]
2. ↑  ”Ghostbusters - Volume 1” (på engelska). TV Shows on DVD. 27 februari 2007. Arkiverad från originalet den 14 januari 2017. http://archive.wikiwix.com/cache/20170114224926/http://www.tvshowsondvd.com/releases/Ghostbusters-Volume-Release/6314. Läst 13 januari 2017.
3. ↑  ”Ghostbusters - Volume 2” (på engelska). TV Shows on DVD. 3 juli 2007. Arkiverad från originalet den 15 januari 2017. http://archive.wikiwix.com/cache/20170115184943/http://www.tvshowsondvd.com/releases/Ghostbusters-Volume-Release/6700. Läst 13 januari 2017.